# Smyrna (Nova York)
Smyrna és una població dels Estats Units a l'estat de Nova York. Segons el cens del 2000 tenia 241 habitants.

## Demografia
Segons el cens del 2000, Smyrna tenia 241 habitants, 79 habitatges, i 57 famílies. La densitat de població era de 372,2 habitants per km².
Dels 79 habitatges en un 39,2% hi vivien nens de menys de 18 anys, en un 58,2% hi vivien parelles casades, en un 10,1% dones solteres, i en un 27,8% no eren unitats familiars. En el 20,3% dels habitatges hi vivien persones soles el 8,9% de les quals corresponia a persones de 65 anys o més que vivien soles. El nombre mitjà de persones vivint en cada habitatge era de 3,05 i el nombre mitjà de persones que vivien en cada família era de 3,56.
Per edats la població es repartia de la següent manera: un 33,6% tenia menys de 18 anys, un 8,3% entre 18 i 24, un 26,6% entre 25 i 44, un 20,3% de 45 a 60 i un 11,2% 65 anys o més.
L'edat mediana era de 32 anys. Per cada 100 dones de 18 o més anys hi havia 86 homes.
La renda mediana per habitatge era de 35.000 $ i la renda mediana per família de 33.125 $. Els homes tenien una renda mediana de 25.625 $ mentre que les dones 17.500 $. La renda per capita de la població era de 12.310 $. Entorn del 15,8% de les famílies i el 12% de la població estaven per davall del llindar de pobresa.